# Herrania amazonica
Herrania amazonica är en malvaväxtart som beskrevs av Huber. Herrania amazonica ingår i släktet Herrania och familjen malvaväxter. Inga underarter finns listade i Catalogue of Life.